# Klaus-Michael Kühne
Klaus-Michael Kühne (né le 2 juin 1937) est un homme d'affaires allemand devenu milliardaire dans le secteur de la logistique (marine marchande, fret routier et aérien).

Kühne vit depuis 1975 à Schindellegi, en Suisse, où se trouve le siège social de Kühne + Nagel. En octobre 2021, selon l'indice Bloomberg Billionaires, la valeur nette de sa richesse était estimée à 36,2 milliards de dollars, soit la personne la plus riche d'Allemagne.
Il est président d'honneur et actionnaire majoritaire (53,3 %) de l'entreprise familiale de transport international Kühne + Nagel, cofondée par son grand-père August Kühne (1855-1932).

## Formation
Klaus-Michael Kühne est titulaire d'un diplôme de premier cycle en droit (obtenu à la faculté de droit de Bucerius).

## Carrière
En 1963, Klaus-Michael Kühne devient associé-junior de son père Alfred Kühne (1895-1981) au sein du groupe Kühne + Nagel, créé en 1890 à Brême par August Kühne (son grand père) et Friedrich Nagel, deux commerçants qui s'étaient spécialisés dans le transport de coton, de sucre et d'autres matières premières.
Il devient PDG de l'entreprise en 1996.[réf. nécessaire]
Lors de la première et de la deuxième crises pétrolières des années 1970, il a tenté de fonder une compagnie maritime, mais sans succès en raison de pressions financières.
En 1981, (année du décès de son père) il vend 50 % de l'entreprise pour 90 milliards de deutschemarks à l'ancien groupe Lorho .[réf. nécessaire]
Il rachète ensuite l'entreprise (340 milliards de marks) en 1992 et introduit l'agence Kühne + Nagel en bourse en 1994.
En 1998, Kühne n'était plus président mais président et délégué du conseil d'administration. Par l'intermédiaire de Kühne Holding Stock Company, dont il était l'unique propriétaire, il détient une participation prépondérante de 55,75 % dans Kühne + Nagel International Stock Company.[réf. nécessaire]
En 2008, il devient associé de la compagnie maritime Hapag-Lloyd au travers du consortium Albert Ballin dont il détient 30 %.
En mai 2016, il a repris 20,3 % des actions de la VTG Stock Company, basée à Hambourg, qu'il a revendue en juillet 2018.
Il dirige également Kuhne Holding AG. En 2016, l'entreprise a acquis 20 % de VTG, une entreprise de logistique ferroviaire. En avril 2020, Kühne a augmenté sa participation dans la compagnie maritime Hapag-Lloyd à 30 %, alors qu'il détenait auparavant 26 % de l'entreprise, ce qui en fait le principal actionnaire,.
En 2022, il profite de la baisse des cours des actions des compagnies aériennes, induites par les effets de la pandémie sur les aéroports et le secteur aérien. Kühne achète massivement des actions, doublant ainsi sa participation dans Deutsche Lufthansa AG, la plus grande compagnie aérienne allemande. Il cible en particulier Lufthansa Cargo, branche très lucrative de la compagnie aérienne amenée à devenir une alternative aux autres transports dans le contexte de la mondialisation et de la brièveté des chaînes d’approvisionnement internationales.
Au cours de sa vie, il a fondé Melmed Holding AG et IPMD GmbH et a dirigé au moins 6 entreprises. En 2023, il est président de la Fondation Klaus-Michael Kuehne, président de Khne Logistics University GmbH, directeur général de la Holding Melmed AG et directeur général et directeur d'IPMD GmbH, membre du conseil d'administration de Khne + Nagel International AG (ancien président), d'Altrazeal AG et Oradisc GmbH et président de Khne-Stiftung. Il a été directeur de l'exploitation chez Meldex International Plc et directeur général adjoint chez BioProgress Plc (filiale de Meldex International Plc) et consultant chez TSM Corp.[réf. nécessaire]
En novembre 2024, Kühne a annoncé qu'il était lui aussi fortement touché par son investissement dans le groupe Signa en faillite. « Au total, nous avons perdu un demi-milliard d'euros chez Signa Prime, soit la quasi-totalité de notre mise », a déclaré Kühne.

## Vie privée et autres activités
Bien qu'il soit de nationalité allemande, Klaus-Michael Kühne, pour des raisons d'optimisation fiscale s'est expatrié en Suisse où il vit depuis 1975 à Schindellegi, ville où le groupe Kühne + Nagel a aussi transporté son siège.[réf. nécessaire]
Il est marié à sa femme Christine (née en 1938) depuis 1989 ; Kühne n'a pas d'enfants.[réf. nécessaire]

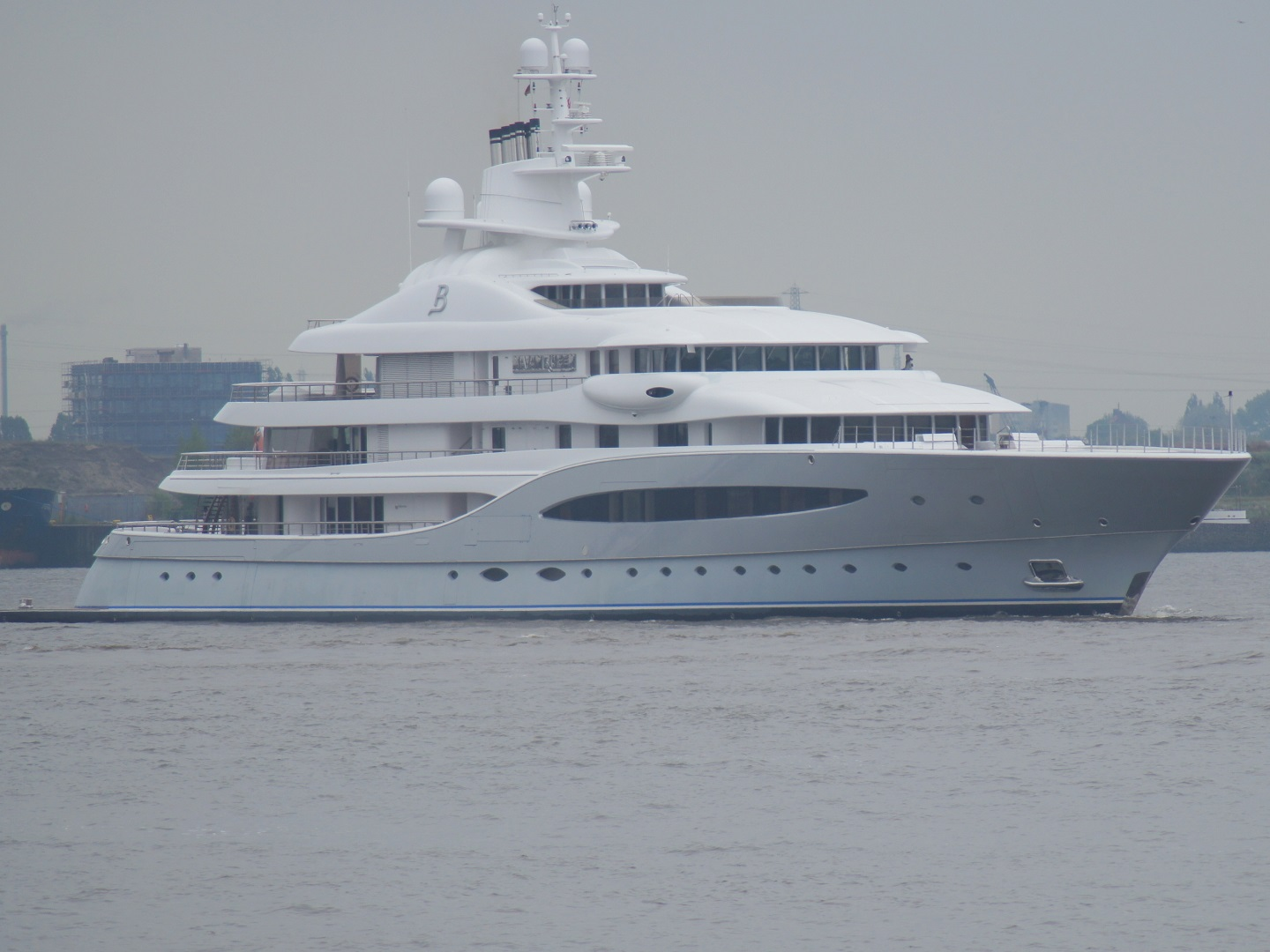
Klaus-Michael Kühne est amateur de yachts de luxe. Il possède notamment le méga-Yacht Mayan Oueen IV, (31 m de long) basé dans le port de Hambourg.

Il est collectionneur d'art, amateur de musique et de yachts de luxe (il en possède plusieurs dont un yacht de 92 mètres de long nommé « Mayan Queen IV ». Et il voyage en jet privé.
Il est membre de la Chambre de commerce internationale, du Forum économique mondial et l'Association du commerce extérieur.

## Donateur

### La Fondation Kühne
Klaus-Michael Kühne est l'unique fondateur de la fondation à but non lucratif Kühne (déclarée en Suisse et gérée selon la réglementation suisse) ; à laquelle il contribue annuellement à hauteur de 5 milliards de francs suisses. Il a aussi créé un prix littéraire récompensant des auteurs écrivant en langue allemande : le Klaus-Michael Kühne prize (10 000 euros en 2020, attribué à Hamburg à Christian Baron).

La fondation Kühne portera ultérieurement aussi le patrimoine de son entreprise.[réf. nécessaire]

### Université de logistique de Kühne
En collaboration avec la ville de Hambourg et l'Université technique de Hambourg-Harburg, Kühne a fondé l'école de logistique de Hambourg en 2003.
En 2007, elle a été rebaptisée « École de logistique et de gestion de Kühne », dont est finalement issue l'Université de logistique de Kühne (KLU), qui , à Hambourg, porte son nom. Malgré l'investissement annuel de Kühne dans la KLU, l'école de commerce reste complètement indépendante de Kühne & Nagel, ce qui signifie qu'elle n'est pas une université d'entreprise. La KLU propose des programmes en gestion, leadership, data science et gestion de la chaîne d'approvisionnement.
Kühne a aussi collaboré avec l'université technique de Berlin pour y lancer son département Réseaux logistiques internationaux.[réf. nécessaire]
En outre, la Fondation Kühne soutient le Kühne Center for Logistics Management de la WHU (Otto Bensheim School of Management à Vallendar, Allemagne) et la Kühne Foundation Endowed Chair of Logistics Management.[réf. nécessaire]
Le 27 novembre 2008, l'école de gestion Otto Beisheim a décerné à Kühne un doctorat honorifique.[réf. nécessaire]
En 2007, le Sénat de Hambourg lui a décerné le titre de professeur honoraire pour la construction de la salle de concert de la Philharmonie de l'Elbe et son engagement soutenu en faveur du développement du domaine de la logistique dans la ville.

### Engagement envers le HSV
Kühne a aussi financé le club de football Hamburger Sport-Verein (HSV) à Hambourg. L'été 2010, il a acheté 33 % des droits de transfert des joueurs Dennis Aogo, Dennis Diekmeier, Paolo Guerrero, Marcell Jansen, Lennard Sowah et Heiko Westermann (pour 12,5 millions d'euros. Il a ensuite vendu sa part et acheté une part de 33 % des frais de transfert de Rafael van der Vaart en 2012 (grâce à un prêt de 8,5 millions d'euros).
Un département « football professionnel » a été créé en juillet 2014 au club, et un mois plus tard, Kühne accordait au HSV un prêt de 17 millions d'euros pour la signature de nouveaux joueurs.
Le 22 janvier 2015, Kühne a acheté une participation de 7,5 % dans le club.
Et pour la saison 2015/16, Kühne a acquis les droits de dénomination du stade HSV et l'a baptisé « Volksparkstadion » (parc du stade du peuple). Il a payé quatre millions d'europs pour conserver les droits de dénomination chaque saison jusqu'en 2019. À l'été 2015, Kühne a financé la signature du joueur Albin Ekdal. Cette année-là, il a également prêté au HSV 25 millions d'euros (remboursés un an plus tard).
Le 6 février 2016, Kühne a annoncé un nouveau prêt de 9,25 millions d'euros.[réf. nécessaire]
Et, l'été 2016, Kühne a accordé au HSV un prêt de 38 millions d'euros pour la signature de nouveaux joueurs.
Le 8 janvier 2017, il a été annoncé dans une réunion des membres du HSV que la somme ne serait remboursée que si le HSV se qualifiait pour la Coupe d'Europe lors des six prochains matches.
En juillet 2018, Kühne a annoncé dans une autre interview avec Sport Bild qu'il ne fournirait plus de soutien financier au HSV à l'avenir, qualifiant la décision de « soutenable ».

### Nouveau bâtiment de l'opéra de Hambourg
En mai 2022, Kühne a proposé de préfinancer un opéra pour 300 à 400 millions d'euros dans le quartier « Hafencity » de Hambourg, et de le faire construire par René Benko (notamment connu pour avoir conçu l'Elbtower). L'Opéra national de Hambourg, bien que classé monument historique, serait démoli pour faire place à un projet immobilier moderne. Ces projets ont suscité une controverse persistante,,,,,.

## Richesse
En 2020, sa fortune était estimée à environ 14,2 milliards de dollars américains, le classant au 5e rang des individus les plus riches d'Allemagne, et au 74e rang mondial.
Le 19 mai 2021, il était classé 38e sur l'indice Bloomberg Billionaires avec une fortune estimée à 34,4 milliards de dollars.
Selon la liste Bilanz 2021 des personnes les plus riches, sa valeur nette s'élevait à 30 milliards de francs suisses.
En avril 2022, âgé de 85 ans, il porte sa participation dans Lufthansa à 10,01 %, soit 830 millions d'euros ; il est alors « le second actionnaire le plus important… derrière l'État ». Le 5 juillet 2022, il annonce encore augmenter (de 5 %) sa part ; il devient ainsi le plus grand actionnaire individuel de la Lufthansa Stock Company, alors qu'il était l'un des principaux clients de Lufthansa Cargo (branche fret de la Lufthansa). Il semble reprendre une tactique d'entrée au capital de la Lufthansa à la faveur de la crise du transport aérien durant la pandémie de Covid-19, lancée peu avant (2020) par un autre milliardaire allemand ayant fait fortune dans la logistique : Heinz Hermann Thiele qui était parvenu à réunir 15 % des droits de vote pour « peser de tout son poids contre le plan de sauvetage proposé par le gouvernement en contestant notamment toute entrée de l'État dans le capital », Thiele n'ayant pas été au bout de sa procédure car décédé en février 2021, ses parts ayant alors été revendues par ses héritiers.
Klaus-Michael Kühne et ses entreprises de logistique dans le transport maritime ont tiré un grand bénéfice de la pandémie de Covid-19 (qui a bloqué puis provisoirement ralenti de transport de fret aérien, au profit d'un report modal sur le secteur des porte-conteneurs alors que Kühne possédait déjà environ 30 % des parts de Hapag-Lloyd, le cinquième armateur mondial). Rien qu'en 2021, le groupe a ainsi réalisé un profit de 2,2 milliards d'euros (soit + 173  %), pour un chiffre d'affaires de 32,4 milliards (+ 61  %). Et en 2022, Ceci lui a permis, en sortie de Covid d'opportunément réinvestir dans le transport aérien allemand (Lufthansa), qui avec le soutien de nombreux États, et en dépit de sa forte contribution aux émissions de gaz à effet de serre, et au dérèglement climatique [la Lufthansa, premier groupe de transport aérien européen, en dépit de progrès significatifs, a été désignée comme « compagnie aérienne la plus polluante d'Europe en 2019 » avec plus de 19 millions de tonnes de CO2 émises dans la seule année 2019, devantBritish Airways (18,38 millions de t/an) et Air France (14,39 millions) selon la dernière évaluation faite par Carbon Market Watch et la Fédération européenne pour le transport et l'environnement ] s'est en quelques mois remis de la crise de la Covid pour rapidement reprendre sa courbe antérieure de croissance. 
Selon un argument cité par Reuters (juillet 2022), il s'agissait aussi pour Kühne et son groupe d'« ajouter de la résilience aux chaînes d'approvisionnement mondiales et se protéger contre un ralentissement ». 
Ce rachat de parts dans le secteur aérien a été apprécié de certains analystes et spéculateurs du secteur de la finance ; il a fait grimper la valeur de ses actions de 3 % et Alexander Irving (analyste de Bernstein Research (AllianceBernstein) estime alors que « Kuehne pourrait devenir un candidat au rachat de la participation du gouvernement allemand dans Lufthansa (le gouvernement allemand détient alors une participation d'environ 14 % dans Lufthansa à la suite du plan de sauvetage lancé lors de la pandémie, (participation) que la compagnie aérienne a déclaré prévoir de vendre avant octobre 2023) ».
À 85 ans, sans héritier, selon Forbes, c'est la personne la plus riche de Suisse (39,1 milliards de dollars, soit plus de 35 milliards de francs suisses) après avoir augmenté de 11 milliards en 2021 et de deux autres milliards en 2022. Fin 2023, Kühne est 47e de la liste Forbes des personnes les plus riches du monde (pour une fortune estimée à 31,5 milliards de dollars.

## Controverse
Le groupe Kuehne + Nagel a profité des opportunités offertes par les besoins logistiques du régime nazi, a contribué à utiliser le travail forcé ainsi qu'à la logistique de la Shoah, tout en bénéficiant de la protection de hauts fonctionnaires nazis, comme Albert Speer (ministre de l’Armement de Hitler).
Zachary Gallant (2023), ethnologue de formation, travaille sur l'intervention et la reconstruction post-conflit, sur l'impact de la pauvreté et du crime organisé sur la société civile dans divers contextes régionaux, sur l'importance de l'interculturalité dans l'évitement ou la solution aux conflits interethniques ; il est directeur d'un projet de compréhension interculturelle et interreligieuse "Values are One" (porté par la Fondation Weltethos et financé par l'Office fédéral allemand des migrations et des réfugiés) ; il est aussi organisateur de plusieurs grands projets en faveur des réfugiés et du dialogue interculturel. Avec la sociopsychologue Katharina F. Gallant, qui travaille aussi sur l'interculturalité et le rôle les sociétés dans les conflits interethniques, il a publié un ouvrage dans lequel il estime que la société allemande continue de manière malsaine à cacher, dans la vie quotidienne, l'origine illégale, amorale et criminelle de certaines fortunes et pouvoirs (au sein d'entreprises, de groupements, d'associations, d'autorités locales, de parcs, d'écoles, églises et médias ; une origine en réalité « toujours grevée par les crimes nazis qui restent méconnus dans la conscience publique ». Ces deux auteurs, dans un livre dénonçant ceux qui furent « des nazis jusqu'au bout » et le mythe de la morale moderne de l'Allemagne, critiquent notamment « la pratique allemande actuelle de commémoration des crimes du national-socialisme parce qu'elle exclut les voix et l'action des groupes victimes ».

En 2023, ces deux chercheurs ont appelé à une « dénazification 2.0 » consistant à « exproprier les actifs des entreprises et des familles allemandes pouvant être directement liées aux crimes nazis, pour utiliser ce capital exproprié afin de faire face aux catastrophes les plus urgentes de notre époque ».

La fortune héritée et développée par la famille et le groupe du père de Klaus-Michael Kühne (Alfred Kühne (14 avril 1895 - 16 octobre 1981), sous le régime nazi, fait partie de celles qu'ils estiment être concernées.
En effet, la société a reconnu sa participation à l'Holocauste, mais en parlant d'« incidents » : « Kühne + Nagel est conscient des incidents honteux pendant la période du Troisième Reich et regrette beaucoup le fait qu'il a exercé ses activités en partie au nom du régime nazi » et les documents notamment collectés, étudiés et publiés en 2016 par l'historien Johannes Beermann montrent que le groupe Kuehne + Nagel (K+N) a durant la Seconde Guerre mondiale et la Shoah a joué un rôle majeur pour le transport des biens spoliés aux Juifs dans les territoires occupés par l'armée allemande ; K+N a « détenu un quasi-monopole sur le transport des biens juifs volés », une activité-clé dans l'exécution du projet nazi dit « Action M » (le pillage des maisons des Juifs occidentaux qui avaient été déportés, qui a été qualifiée de « forme de pillage des cadavres » par Frank Bajohr du Centre d'études sur l'Holocauste de Munich) 1.

Le premier navire de telles marchandises, chargé à Amsterdam est arrivé dès décembre 1942 à Brême, transportant les biens de Juifs néerlandais déportés en camps de concentration l'été précédent : dont selon l'inventaire « 220 fauteuils, 105 lits, 363 tables, 598 chaises, 126 meubles hauts, 35 canapés, 307 boîtes contenant de la verrerie, 110 miroirs, 158 lampes, 32 montres, un gramophone et deux poussettes ». Des millions d'autres biens spoliés suivront. Une fois arrivé en Allemagne les œuvres d'art étaient données aux musées ou au dignitaires du régime. Les autres biens meubles volés aux familles juives étaient pour la plupart stockés dans d'immenses entrepôts puis vendus à des prix dérisoires, ou plus tard - lors des bombardements alliés - distribués aux Allemands touchés par ces bombardements.
Après-guerre, K+N a progressivement reconstitué puis étendu ses filiales à l’étranger, et a profité du plan Marshall puis de la création du marché commun européen .
Elle a continué à fournir des transports dans les trois parties de l'Allemagne occupée par les forces alliées. Dans les années 1950, l'entreprise a ouvert un entrepôt moderne et une installation de manutention de marchandises dans le port franc de Hambourg[réf. nécessaire]
Il a été reproché à Klaus-Michael Kühne de refuser « de manière inacceptable » selon le Taz de reconnaitre le rôle de son père et de son oncle, et au-delà de l'entreprise dans l'holocauste et en particulier dans la vaste spoliation des biens juifs.[réf. nécessaire]
En 2018, Kühne a qualifié de « déformée » la critique du traitement de l'histoire nazie de l'entreprise. Il estime qu'une révision historique de l’histoire de l’entreprise aurait-elle été appropriée après-guerre, dans les années 1950 et 1960 » – mais pas « après tant de temps »… ce à quoi le journal Die Tageszeitung a répondu que « l'internationalisation de l'entreprise a suivi les traces de la Wehrmacht. Le réseau de succursales dans les pays conquis a servi de base logistique à la spoliation, et en même temps l'entreprise a développé un secteur d'activité dans la logistique militaire - où elle joue encore aujourd'hui un rôle de premier plan. En d'autres termes : Kühne + Nagel doit encore aujourd'hui des impulsions de développement significatives à son engagement pendant la période nazie », et « après la guerre, la famille Kühne a fait tout autre chose que de se préoccuper des aspects moraux des profits nazis : avec de nombreuses pétitions et un soutien juridique, Alfred et Werner Kühne ont fait tout ce qu'ils pouvaient pour passer pour de « simples membres nominaux du parti » et y ont finalement réussi.
Les archives montrent pourtant que le père et l'oncle de KM Kühnes, alors responsables de l'entreprise, ont demandé à adhérer au parti Nazi bien avant la guerre (dès le 1er mai 1933) ; qu'ils ont créé une bibliothèque d'entreprise pleine de littérature nazie, et qu'en 1937 leur entreprise était déjà classée « entreprise modèle national-socialiste » avec le « Diplôme Gau » que le groupe Kühne + Nagel a reçu chaque année à partir du début de la guerre en 1939.
La commission d'audit compétente nommée après-guerre dans le cadre des procédures de dénazification du pays a d'abord classé Werner Kühne « militant et Bénéficiaire du nazisme" (classe définie comme « toute personne ayant promu de manière significative la tyrannie nationale-socialiste par sa position ou son activité », la seconde catégorie la plus grave), mais on a retrouvé dans les Archives d'État de Brême un document daté du 17 février 1948 à l'époque classé « TOP SECRET » émis par la "Division de renseignement du quartier général" en poste à Herford adressé au Comité de dénazification de Brême contenant le texte suivant : « Il est considéré comme vital pour les opérations déjà en cours, que M. Alfred KUHNE soit dénazifié dans une telle catégorie afin qu'il puisse conserver son entreprise ».
Les « opérations » en question, classées secrètes étaient celles de l'« Organisation Gehlen » (du nom de son dirigeant, Reinhard Gehlen ex-major général de la Wehrmacht, ancien chef du renseignement militaire allemand nazi sur le front de l'Est lors de la Seconde Guerre mondiale.
Cette agence secrète de renseignement fondée par les autorités américaines (précurseur du Bundesnachrichtendienst ou BND, ou Service fédéral de renseignement allemand, créé en 1956) a préfiguré la création du Service fédéral de renseignement ; dirigée par un ancien nazi, elle regorgeait de spécialistes nazis du renseignement. Selon le documents disponibles, l'Organisation Gehlen affirmait vouloir utiliser le réseau des succursales de l'entreprise logistique (à Bonn, Brême et Munich) pour dissimuler des employés importants chargés du renseignement.
Les deux frères et chefs d’entreprise Kühne ont alors été reclassés en simples « suiveurs » du nazisme, par le comité de dénazification, avec le soutien de la CIA dans les archives de laquelle des documents déclassifiés « montrent que Kühne + Nagel a servi d'adresse de couverture dans la période d'après-guerre pour l'organisation Gehlen ».
Les archives montrent aussi que dans leur période d'allégeance au nazisme, le deux frères s'étaient accordés d'importantes augmentations de salaire, et avaient acheté des propriétés (dont à Lübeck et Leipzig et Hambourg) avantages en argent et/ou en nature qu'ils ont pu conserver lors de la période de dénazification.
Selon Zachary Gallant (2023), cette activité qui a grandement enrichi l'héritage légué à Klaus-Michael Kühne constitue une dette morale que l'entreprise, et la famille, évitent d'aborder, mais qui n'a jamais été clarifiée ni réglée.
Un mémorial a été récemment ouvert à Brême à propos de la spoliation des biens juif, qui pour la plupart sont encore détenus par des familles allemandes ou ont été vendus ailleurs.